# Heterocordylus
Genre
Heterocordylus est un genre d'insectes du sous-ordre des Hétéroptères (punaises).

## Liste des espèces et sous-genres
Selon BioLib (12 février 2020) :
- sous-genre Heterocordylus (Bothrocranum) Reuter, 1876
  - Heterocordylus carbonellus Seidenstücker, 1956
  - Heterocordylus erythropthalmus (Hahn, 1833)
  - Heterocordylus nausikaa Linnavuori, 1989
  - Heterocordylus pectoralis Wagner, 1943
- sous-genre Heterocordylus (Heterocordylus) Fieber, 1858
  - Heterocordylus alutaceus Kulik, 1965
  - Heterocordylus benardi Horváth, 1914
  - Heterocordylus cytisi Josifov, 1958
  - Heterocordylus farinosus Horváth, 1887
  - Heterocordylus genistae (Scopoli, 1763)
  - Heterocordylus heissi Carapezza, 1990
  - Heterocordylus italicus Kerzhner & Schuh, 1995
  - Heterocordylus leptocerus (Kirschbaum, 1856)
  - Heterocordylus malinus Slingerland, 1909
  - Heterocordylus megara Linnavuori, 1972
  - Heterocordylus montanus Lindberg, 1934
  - Heterocordylus parvulus Reuter, 1881
  - Heterocordylus pedestris Wagner, 1959
  - Heterocordylus tibialis (Hahn, 1833)
  - Heterocordylus tumidicornis (Herrich-Schäffer, 1835)

Selon BioLib (12 février 2020) et Catalogue of Life (12 février 2020) :
- Heterocordylus alutaceus Kulik, 1965
- Heterocordylus benardi Horvath, 1914
- Heterocordylus carbonellus Seidenstucker, 1956
- Heterocordylus cytisi Josifov, 1958
- Heterocordylus erythropthalmus (Hahn, 1833)
- Heterocordylus farinosus Horvath, 1887
- Heterocordylus genistae (Scopoli, 1763)
- Heterocordylus heissi Carapezza, 1990
- Heterocordylus italicus Kerzhner & Schuh, 1995
- Heterocordylus leptocerus (Kirschbaum, 1856)
- Heterocordylus malinus Slingerland, 1909
- Heterocordylus megara Linnavuori, 1972
- Heterocordylus montanus Lindberg, 1934
- Heterocordylus nausikaa Linnavuori, 1989
- Heterocordylus parvulus Reuter, 1881
- Heterocordylus pectoralis Wagner, 1943
- Heterocordylus pedestris Wagner, 1959
- Heterocordylus tibialis (Hahn, 1833)
- Heterocordylus tumidicornis (Herrich-Schaeffer, 1835)